# Маркович, Яков Михайлович
Я́ков Миха́йлович Марко́вич или Маркевич (16 октября 1776, Пирятинский уезд, Полтавская губерния — 30 января 1804, Санкт-Петербург) — малороссийский историк, этнограф и фольклорист.

## Биография
Я. М. Маркевич родился в 1776 году в дворянской семье Маркевичей в Пирятинском уезде на Полтавщине. Отец Михаил Яковлевич Маркович, с 1767 года жил в Москве, в 1790—1797 гг был титулярным советником. Мать — Анастасия Петровна Забело.
Где Яков обучался в детстве, неизвестно, скорее всего, он учился в Глухове в пансионе мадам Лэянс — Яков хорошо знал французский и немецкий языки. Из Глухова Марковича отвезли, как когда-то и его отца, в Москву, откуда сосед Марковичей, Клечановский, писал (6 июля 1792 года) к его матери:
«м. г-ня Настасья Петровна. Яковъ Михайловичу благодаря Бога, здоровъ. Много я старался, сударыня, освободить его отъ извѣстной вамъ болѣзни. Въ насъ, въ увиверситетѣ, есть самые искусные доктора и опытные въ своей должности, я ихъ просилъ и самъ, и посредствомъ профессоровъ, которые для меня есть очень хорошіе люди, то они въ разсужденіи сей болѣзни сдѣлали между собою консиліумъ и говорятъ, что ето такая внутренная болѣзнь, отъ которой никакое лѣкарство пособить не можетъ, а совѣтуютъ носить бандажъ, потому что Я. М. теперъ растетъ, то можетъ быть въ сихъ лѣтахъ и сама по себѣ минется. Одному изъ нихъ я сулилъ хорошее награжденіе отъ имени ваше, чтобъ онъ одинъ объ етомъ постарался, но ни за что не согласился. Однакъ, слава Богу, теперь етотъ припадокъ съ Я. М. рѣдко случается, но и то гораздо легче противъ прежняго.»
Потом Яков учился в Московском университетском пансионе.

### «Записки о Малороссии, её жителях и произведениях»
В 1798 году в Санкт-Петербурге в возрасте 22 лет Маркович издал первую часть задуманного им будущего фундаментального труда: «Записки о Малороссии, её жителях и произведениях». При подготовке труда использовал сборники материалов, собранные Адрианом Чепой. В этом произведении Маркевич описал историю Украины с древнейших времен до первой половины XI века: быт, фольклор, способ ведения хозяйства, государственно-политическое устройство Гетманщины, а также природу и историю Украины. Эта книга должна была стать началом историко-географического описания Малороссии, но работа осталась незавершённой.
В своём сочинении Яков Маркович подчеркивал, что народ, живущий на территории Малороссии, является именно малороссами. По мнению Марковича, восточные славяне ниоткуда не приходили на свои земли, а являются их автохтонными жителями.
Книжку свою Маркович посвятил Трощинскому (который протежировал Марковича в Петербурге), в посвящении Маркович написал:
«Еще до сихъ поръ Малороссіа не описана никѣмъ подробно. Я осмѣлился изобразить её не кистью историка или физика, но какъ юный сынъ, посвящающій первый опытъ своихъ познаній и чувствованій мать-странѣ своей… Славный натуралистъ Линней удивляется, что страна, такъ щедро природою облагодѣтельствованная, какова Малороссія, не заманила къ себѣ ни физиковъ, ни историковъ. Давно похитила смерть сего друга натуры; естъ либъ онъ живъ былъ, то до сихъ поръ, можетъ быть, удивлялся бъ тому. Я имѣлъ удовольствіе жить въ сей пріятной странѣ и занимался разсматриваніемъ ея жителей и произведеній. Все, что мнѣ казалось примѣчательнымъ, полезнымъ, новымъ, записывалъ я въ своемъ журналѣ, разсуждалъ о томъ или сравнивалъ съ мыслями авторовъ, писавшихъ прежде о тѣхъ же матеріяхъ. Наконецъ, мнѣ хотѣлось, чтобы и другіе могли судить о успѣхѣ наблюдена моихъ,— и вотъ главнѣйшая причина, почему издаются сіи Записки. Въ каждой части помѣщены будутъ статьи изъ древней и новой малороссійской исторіи, черты, объясняющія характеръ жителей, идрографическія и топографичесвія описанія, общее исчисленіе минераловъ, растеній и животныхъ, находящихся въ разныхъ частяхъ Малороссіи, и частная исторія примѣчательнѣйшихъ породъ оныхъ и проч. и проч. Въ нужныхъ случаяхъ присовокуплены будутъ и изображенія писанныя съ натуры в гравированныя самимъ авторомъ. Невозможно, кажется, и требовать, чтобы сей первый опытъ трудовъ моихъ былъ безъ всякихъ погрѣшностей и недостатковъ. Однако я прошу читателей разбирать его со всею строгостью ученаго критика. Ихъ исправленія и примѣчанія приму я съ великою благодарностью, только были-бы оныя, касательно исторіи, доказаны, а по физической части основаны больше на собственныхъ наблюденіяхъ, нежели на словахъ какого автора.»
В книге было всего 98 страниц и было 6 глав:
1. Историческое изображение страны, называемой ныве Малою Россиею, с древних времен до первогонадесять века.
2. Взгляд на прежнее и нинешнее гражданское устройство Малороссии.
3. Общее физическое описание Малороссии.
4. Характеристика малороссиян.
5. Малороссийская гидрография или описание историческое и физическое примечательнейших рекъ, текущих в Малороссии.
6. Исчисление минералов, открытых до сего времени в Малороссии.

### Долги
Молодой и неопытный Маркович наделал в столице долгов и постоянно нуждался в деньгах. Постоянно просил у матери все больше и больше денег. Когда его долг достиг 3 тысяч рублей, Маркович в очередной раз получил от матери отказ.
В возрасте 27 лет Маркович покончил жизнь самоубийством.
Вот что писал один из родственников Марковичей (Тимофей Кудинович-Пироцкий) извещая мать Марковича о его смерти:
«сынъ вашъ противъ тридцатаго генваря (1804 г.) ночью застрелился изъ пистолета; мнѣ о семъ несчастіи на другой день то есть 30, у вечеру, дано знать и я его засталъ на софѣ держащаго пистолетъ въ рукахъ. Послѣ смерти его денегъ не осталось… Благодѣянія и дружба покойнаго батюшки вашего, знакомство покойнаго сына вашего и убѣдительная прозба Ивана Андреевича Рачинскаго, который меня довелъ до сего нещастія, которое я теперъ претерпѣваю, побудили меня занять у купца 200 р. съ платежемъ въ мѣсяцъ по 5 р. проценту, принялся я за погребете и тутъ повстрѣчались великія затрудненія, ибо духовенство не хотѣло погребать, а доходило дѣло—гдѣ ни на есть
зарыть; но я умѣлъ все передѣлать и погребъ протопопъ Вознесенскій съ двумя священниками и діакономъ христіанскимъ порядкомъ».

## Семья
- Отец — Михаил Яковлевич Маркович (18.04.1752 — до 1829).
- Мать — Анастасия Петровна Забело (ок. 1756 — 12.12.1824), дочь Петра Ивановича Забелы (1730 — 28.12.1793) и его жены Феодосьи Федоровны Посудевской.
- Братья — Пётр, Андрей, Александр.
- Сестры — Анна, Мария, Феодосия, Ульяна, Елизавета.

## Произведения
- Записки о Малороссии, её жителях и произведениях. — СПб., 1798 — 98 с.